# Santaquin
Santaquin je město v okresu Utah County ve státě Utah ve Spojených státech amerických. V roce 2020 zde žilo 13 725 obyvatel a s celkovou rozlohou 26,9 km² byla hustota zalidnění 510 obyvatel na km². Město leží jihovýchodně od Utažského jezera. Sousedí s městy Genola (na severozápadě) a Spring Lake. 34 kilometrů severně od města leží město Provo.